# Taywara (huyện)
Taywara là một huyện thuộc tỉnh Ghowr, Afghanistan. Dân số thời điểm năm 1999 là 69,706 người.